# Nebivolol
A nebivolol két enantiomer, a d- és l-nebivolol racemátja és alapvetően két farmakológiai hatás hordozója:
- a d-enantiomer kompetitív és szelektív béta-adrenerg blokkoló
- a racemátnak enyhe értágító hatása van, amely hatás valószínűleg az l-arginin-nitrogén-oxid anyagcsere befolyásolásán keresztül érvényesül.

A nebivolol egyszeri vagy ismételt adagjai csökkentik a pulzusszámot és a vérnyomást mind nyugalmi, mind terheléses állapotban, normo-, ill. hypertensiv személyeken egyaránt. Az antihypertensiv hatás hosszú kezelés folyamán is megmarad. 
A gyógyszernek terápiás adagokban nincs alfa-receptor blokkoló hatása. In vivo és in vitro vizsgálatok kimutatták, hogy terápiás adagokban nincs intrinsic adrenerg receptor stimuláló, ill. membránstabilizáló aktivitása.
Vizsgálati személyeken a nebivolol nem befolyásolta a terhelhetőség mértékét.

## Kereskedelmi nevei
Bystolic (USA), Hypoloc (A, DK, IS, IRE, NO, SE, UK), Lobivon (GR, ES), Nebilet (D, CH, HU, PT), Nebilox (IT), Nobiten (LUX), Nomexor (A), Temerit (FR), Generikumai (A, D, HU)